# Porphyrinia marginula
Porphyrinia marginula är en fjärilsart som beskrevs av Herrich-Schäffer 1845. Porphyrinia marginula ingår i släktet Porphyrinia och familjen nattflyn. Inga underarter finns listade i Catalogue of Life.